# Eschweilera ovata
Eschweilera ovata är en tvåhjärtbladig växtart som beskrevs av Carl Friedrich Philipp von Martius och John Miers. Eschweilera ovata ingår i släktet Eschweilera och familjen Lecythidaceae. Inga underarter finns listade i Catalogue of Life.

## Bildgalleri

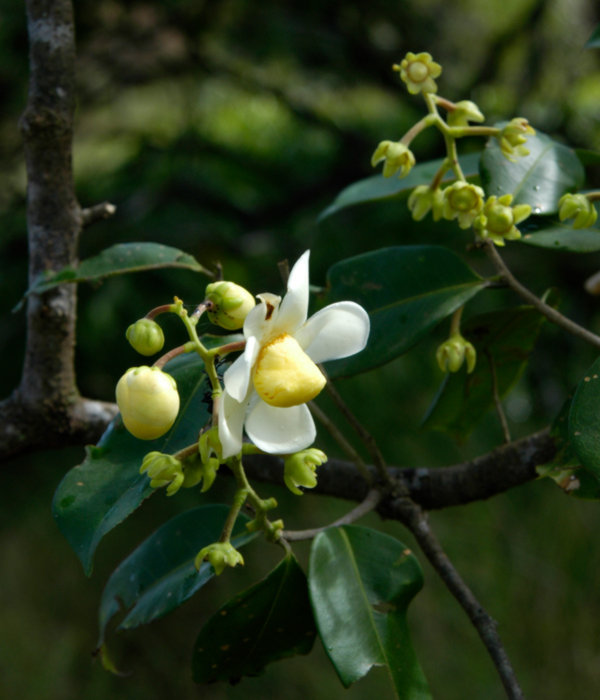
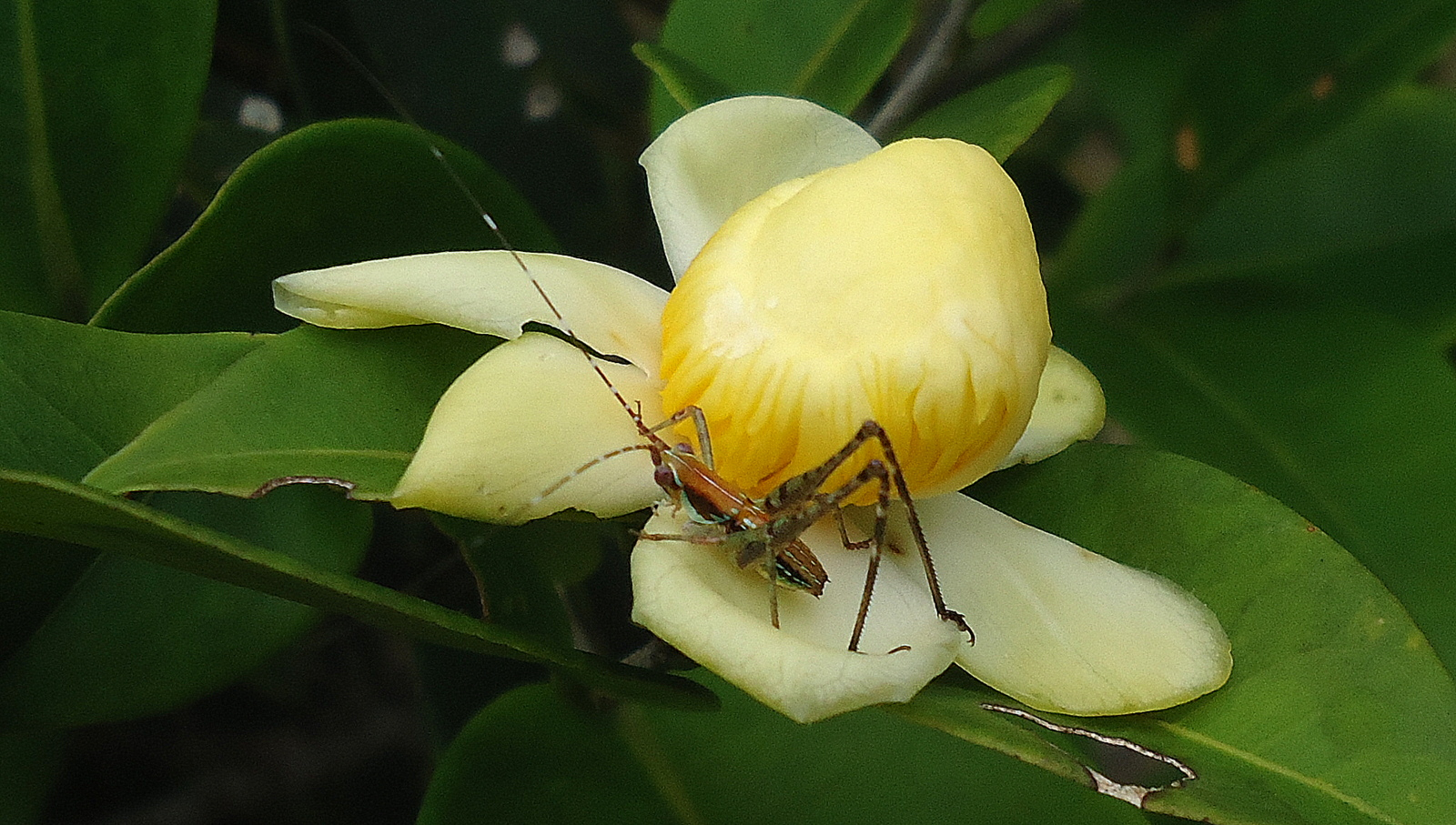